# Cadiouclanis
Cadiouclanis là một chi bướm đêm thuộc họ Sphingidae, chỉ có một loài, Cadiouclanis bianchii, phân bố ở Ethiopia.